# Højbjerg (Aarhus)
 For alternative betydninger, se Højbjerg. (Se også artikler, som begynder med Højbjerg)
Højbjerg er en bydel i den sydlige del af Aarhus og har postnummeret 8270. I lokalsamfundet Holme-Højbjerg-Skåde er der 24.172 indbyggere 1. jan 2017. Lokalområdet ligger ca. 5 kilometer fra Aarhus C og kan byde på både skov, strand, grønne arealer og dyrehave. Der er villakvarterer, områder med etagebebyggelse, erhvervsområder og lokale indkøbscentre. Området er godt forsynet med fritidsaktiviteter og enkelte uddannelsestilbud. Bydelen var indtil 2007 amtssæde for Århus Amt.
Højbjerg Torv var tidligere en central strøggade med et bredt udvalg af butikker, samt en biograf, Rio-Teatret som eksisterede fra 1940-1983. Torvet er dog stadigt et knudepunkt for både offentlig transport og private, og har stadigt en del butikker samt restaurationer. I 1976 gjorde torvet sig landskendt i filmen Kassen stemmer som er optaget i og omkring en bank på Torvet. Der ligger stadigt en bank ved torvet men filmen er optaget i en nu nedlagt bank ved Højbjerg torv.

## Transport
Buslinjerne 2A, 6A, 13, 16, 17, 18, 31, 40 og 100 kører bl.a. i Højbjerg.
2A og 6A kører i store dele af dagen hvert 10. minut.
13, 16, 17 og 18 kører med halvtimesdrift det meste af dagen.
31 kører det meste af året i weekenderne en gang i timen mellem kl. 10 til ca. 16
40 fungerer som natbus, nætterne efter fredag og lørdag med halvandentimesdrift mellem kl. 1 og 4.
Aarhus Letbane går på nuværende tidspunkt ikke igennem Højbjerg.